# Videocassette

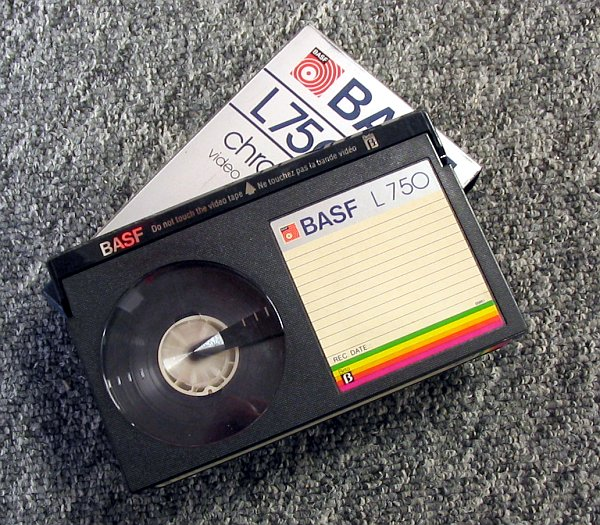
Videocassette

Een videocassette is een kunststoffen behuizing met daarin twee haspels waarop een videoband is gewikkeld. Via openingen in de behuizing (die door een klepje tegen stof en beschadiging worden beschermd) kan de videorecorder de band afspelen en hierop opnemen.
Er bestaan veel lengtes, variërend van 5 minuten tot wel 5 uur speelduur. Bij Video 2000 kan men 16 uur op een cassette opnemen (namelijk op halve snelheid, en aan weerszijden van de cassette).
Het grote probleem bij de ontwikkeling van de videocassette was dat verschillende bedrijven het product op hetzelfde moment in een andere versie op de markt brachten. Uiteraard waren deze systemen niet compatibel met elkaar.
Omstreeks 1986 waren er drie systemen in gebruik voor consumenten:
- Video 2000, ook Video Compact Cassette genoemd (van Grundig en Philips)
- Video Home System (VHS) (van JVC)
- Betamax (van Sony)

De strijd tussen deze systemen werd gewonnen door VHS, hoewel sommigen beweerden dat Betamax, en anderen weer dat Video 2000 het beste systeem was.

## Overzicht van systemen
- AMPEX
- U-matic (professioneel systeem van Sony)
- DVCam (professioneel systeem voor camcorders)
- Betacam (professioneel systeem van Sony)
- miniDV
- Video8, met latere varianten Hi-8 en Digital-8
- VHS, met latere varianten Super-VHS en VHS-C (voor camcorders)
- Betamax
- VCR, het oudere systeem van Philips, met twee spoelen boven elkaar in de cassette.

## Trivia
- In de omgangstaal wordt de videocassette vaak aangeduid met video of videoband.
- Het onbedoeld opnemen op een VHS-cassette kan evenals bij de Compact cassette verhinderd worden door uitbreken van een nokje aan de achterzijde van de behuizing.
- Er heeft ook een type VHS-videoband bestaan die slechts twee keer bekeken kon worden met de naam 2viewvideo.